# Ficalbia circumtestacea
Ficalbia circumtestacea är en tvåvingeart som först beskrevs av Theobald 1908.  Ficalbia circumtestacea ingår i släktet Ficalbia och familjen stickmyggor. Inga underarter finns listade i Catalogue of Life.